# Taschorema asmanum
Taschorema asmanum är en nattsländeart som beskrevs av Martin E. Mosely 1936. Taschorema asmanum ingår i släktet Taschorema och familjen Hydrobiosidae. Inga underarter finns listade i Catalogue of Life.